# Temax (kommun)
Temax är en kommun i Mexiko.   Den ligger i delstaten Yucatán, i den östra delen av landet, 1 100 km öster om huvudstaden Mexico City. Antalet invånare är 6 817. Arean är 330 kvadratkilometer.
Terrängen i Temax är mycket platt.
Följande samhällen finns i Temax:
- Temax
- Chenché de las Torres
- San Antonio Cámara